# Autocharis rubricostalis
Autocharis rubricostalis là một loài bướm đêm trong họ Crambidae.